# Kiowa (langue)
Pour les articles homonymes, voir Kiowa (homonymie).
Le kiowa  est une langue amérindienne de la famille des langues kiowa-tanoanes parlée aux États-Unis en Oklahoma, par les Kiowas.
Au recensement de 1990, 1 092 personnes déclaraient parler la langue. En 2000, la langue possédait 869 locuteurs.

## Phonologie

### Voyelles
|         | Antérieure          | Centrale            | Postérieure         |
| ------- | ------------------- | ------------------- | ------------------- |
| Fermée  | i [i] iː [iː] į [ĩ] |                     | u [u] uː [uː] ų [ũ] |
| Moyenne | e [e] eː [eː] ę [ẽ] |                     | o [o] oː [oː] ǫ [õ] |
| Ouverte |                     | a [a] aː [aː] ą [ã] | ɔ [ɔ̃]               |

### Consonnes
|               |               | Bilabiale | Dentale | Latérale | Palatale  | Vélaire | Glottale |
| ------------- | ------------- | --------- | ------- | -------- | --------- | ------- | -------- |
| Occlusives    | Sourdes       | p [p]     | t [t]   |          |           | k [k]   | ʔ [ʔ]    |
| Occlusives    | Aspirées      | ph [pʰ]   | th [tʰ] |          |           | kh [kʰ] |          |
| Occlusives    | Glottales     | pʼ[pʼ]    | tʼ[tʼ]  |          |           | kʼ [kʼ] |          |
| Occlusives    | Sonores       | b [b]     | d [d]   |          |           | g [g]   |          |
| Fricative     | Sourde        |           | s [s]   |          |           |         | h [h]    |
| Fricative     | Sonores       |           | z [z]   |          |           |         |          |
| Affriquées    | Sourdes       |           |         |          | č [ t͡ʃ ]  |         |          |
| Affriquées    | Glottales     |           |         |          | čʾ [ t͡ʃʾ] |         |          |
| Nasales       | Nasales       | m [m]     | n [n]   |          |           |         |          |
| Liquides      | Liquides      |           |         | l [l]    |           |         |          |
| Semi-voyelles | Semi-voyelles |           |         |          | y [ j]    |         |          |